# Albert Girard-Blanc
Pour les articles homonymes, voir Girard (patronyme) et Blanc (homonymie).
Ne doit pas être confondu avec Albert Girard (homonymie) ou Albert Blanc (homonymie).
Albert Girard-Blanc (25 novembre 1901 à Grenoble - 27 septembre 2005 à Villard-Bonnot) était un pilote français.

## Biographie

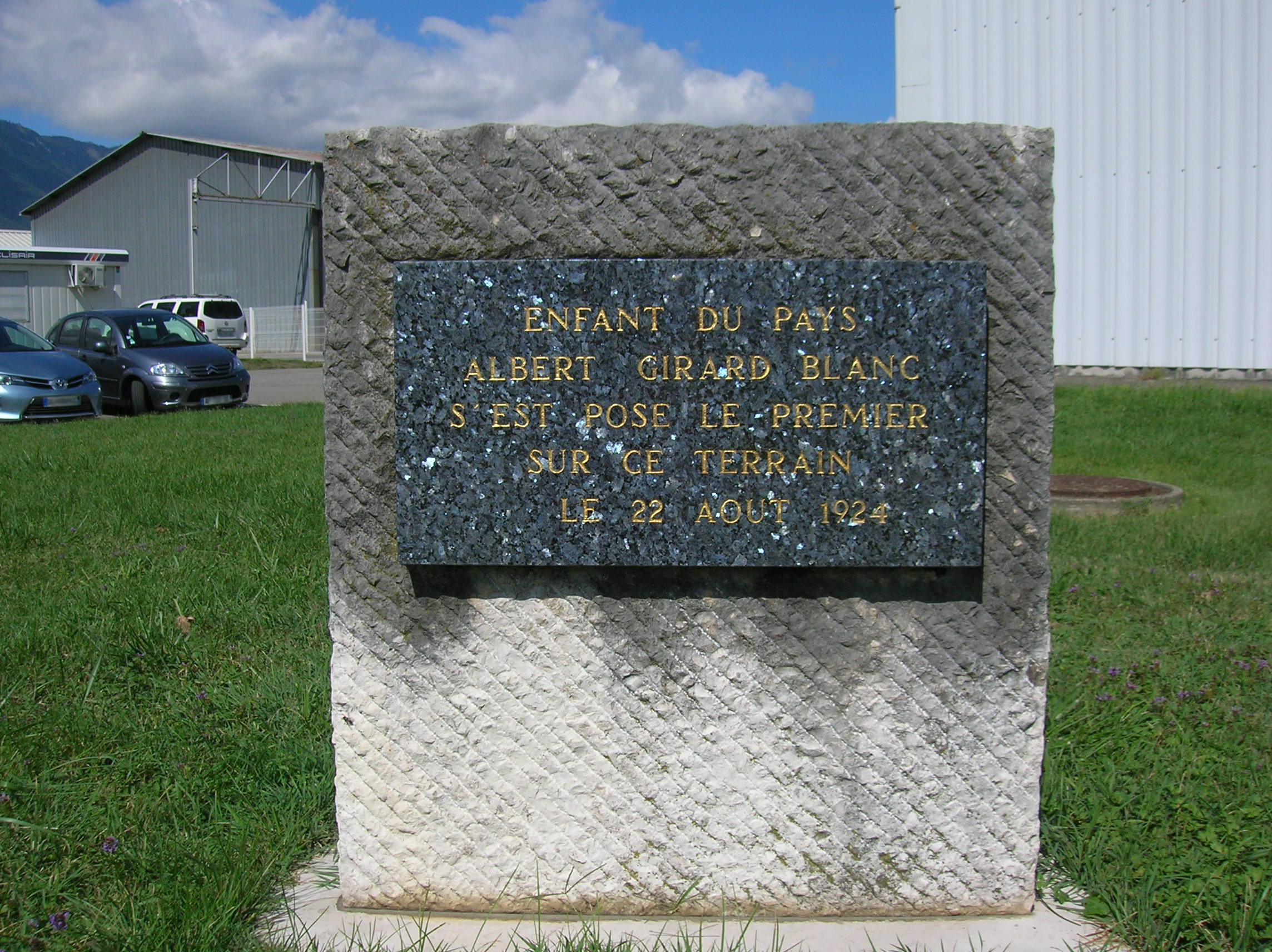
Plaque à la mémoire de Albert Girard-Blanc à l'Aérodrome de Grenoble-Le Versoud.

Copilote d'Antoine de Saint-Exupéry, il réalisa le premier atterrissage d’un avion dans la plaine de Lancey-Le Versoud le 22 août 1924,,,,,,,,, sur le site du futur aérodrome de Grenoble-Le Versoud.
Il fut le premier président de l'aéroclub du Grésivaudan.
Son Roger Adam RA 14 est conservé à l'aérodrome de Montauban.

## Distinction
Médaille de l'Aéronautique (1995).